# Carlos Abella y Ramallo
Carlos Abella y Ramallo (La Coruña, 13 de abril de 1934 – Madrid, 12 de agosto de 2014) fue un diplomático español cuya carrera estuvo vinculada al Ministerio de Asuntos Exteriores durante cuarenta años hasta su retiro en 2004.

## Carrera diplomática
Abella sirvió como embajador español en Kenia desde 1987 hasta 1991 y embajador español ante la Santa Sede de 1997 hasta 2004. Además, ocupó otros destinos como Manila, Estocolmo, Río de Janeiro, Uganda, Madagascar, Perú, Brasil y EE. UU. 
Abella murió el 12 de agosto de 2014 a la edad de ochenta años.

## Distinciones
- El Papa Juan Pablo II (con quien llegó a entablar amistad) le nombró gentilhombre de Su Santidad, una de las más altas distinciones que puede conceder la Santa Sede a un laico.[2]
- Baylío Gran Cruz de Justicia y Gran Canciller de la Sagrada Orden Militar Constantiniana de San Jorge.
- Gran Cruz de la Soberana Orden Militar y Hospitalaria de San Juan de Jerusalén, de Rodas y de Malta.
- Gran Cruz de la Orden de Caballería del Santo Sepulcro de Jerusalén.
- Caballero de la Real e Insigne Orden de San Jenaro, entre otras.[3]

## Publicaciones
Publicó su propia autobiografía en dos tomos y Memorias confesables de un embajador en el Vaticano (2006) y Confesiones del Palacio de España en Roma: si las paredes hablaran (2012), donde recordaba su paso especialmente por la Santa Sede pero también por otros destinos de su dilatada carrera.